# Двупалоленивцевые
Двупалоленивцевые, или двупалые ленивцы (лат. Megalonychidae), — семейство млекопитающих отряда неполнозубых. Распространены от Центральной Америки до севера Южной Америки и бассейна Амазонки. Семейство включает всего два современных вида, относящихся к одному роду Choloepus: двупалого ленивца и ленивца Гоффмана.
К данному семейству относятся некрупные древесные млекопитающие, длина тела которых 50—73 см, а масса до 9 кг. Шерсть у них длинная, серовато-бурого цвета (на голове светлее), часто с зеленоватым оттенком из-за развивающихся в особых желобках волос водорослей (они играют роль камуфляжа); подшёрсток короткий и густой.
До недавнего времени трёхпалых и двупалых ленивцев объединяли в одно семейство Bradypodidae. Затем была доказана независимая эволюция двух этих групп — их сходство вызвано конвергентной адаптацией к древесному образу жизни.
Большинство признаков, свойственных трёхпалым ленивцам, свойственны и двупалым ленивцам. Передние конечности у них длиннее задних, но эта разница выражена слабее, чем у трёхпалых ленивцев. Передние лапы имеют по 2 пальца с мощными серповидными когтями (длиной до 7,5 см); задние — по 3. Пальцы срастаются по всей длине (синдактилия). Подошвы лап голые, сильно ороговевшие. Хвост рудиментарен, длиной 20 мм. Число шейных позвонков колеблется от 5 до 7—8. Зубов 18, резцы и клыки отсутствуют. Зубы лишены эмали и корней. Первый коренной зуб в каждой половине челюсти удлинённый, клыкоподобный, отделён диастемой от других зубов. Все зубы с постоянным ростом, коричневого цвета. Их недостаток компенсируют жёсткие губы, которыми двупалые ленивцы обрывают листву. У двупалых ленивцев хорошее обоняние, но слабое зрение и слух.
Двупалые ленивцы ведут малоподвижный образ жизни, большую часть времени проводя на деревьях, где питаются листьями, фруктами, почками, молодыми побегами и изредка насекомыми. Поедают также водоросли, растущие на шерсти. Воду получают из пищи и слизывая росу. Обычно они висят на ветви спиной вниз, одной лапой срывая листья и отправляя их в рот. На землю ленивцы спускаются лишь для отправления естественных потребностей или для того, чтобы перейти на новое дерево. По земле передвигаются ползком. Из-за низкого уровня метаболизма облегчаются они только раз в неделю; переваривание пищи у них занимает до месяца. Двигаются ленивцы очень медлительно (примерно на 40 м в день), но умеют плавать и при нападении способны энергично постоять за себя, используя острые когти и зубы. Охотятся на ленивцев оцелоты и крупные хищные птицы вроде гарпий. Держатся ленивцы в одиночку, хотя на одном дереве могут встречаться несколько самок. Число самок в природе превосходит число самцов как 11:1. Спаривание и роды происходят на деревьях. Самки этого вида достигают половой зрелости к 3 годам; самцы — между 4 и 5 годами. Раз в год рождается один детёныш.
Двупалые ленивцы относятся к гетеротермным млекопитающим: температура их тела колеблется от 24 до 33—35 °C. Однако, в отличие от трёхпалых ленивцев, они не регулируют её, греясь на солнце. Образ жизни у них ночной; днём они спят. Сон занимает у двупалых ленивцев до 15 ч в сутки. Спящего в кроне дерева ленивца заметить довольно сложно из-за зеленоватой маскировочной окраски его шерсти.
Двупалые ленивцы гораздо лучше, нежели трёхпалые, приспосабливаются к неволе, так как в отличие от последних неприхотливы в выборе пищи и могут есть всё, что им предложит человек: овощи, фрукты, салат, зелень и даже яйца.
Представители этого семейства впервые появляются в нижнем миоцене. В плейстоцене они водились и в Северной Америке, но вымерли около 11 000 лет назад.
По данным генетиков, секвенировавших ДНК милодона Дарвина (Mylodon darwinii), линии милодонтид (Mylodontidae) и двупалоленивцевых (Megalonychidae) разошлись около 22 млн лет назад.

## Классификация

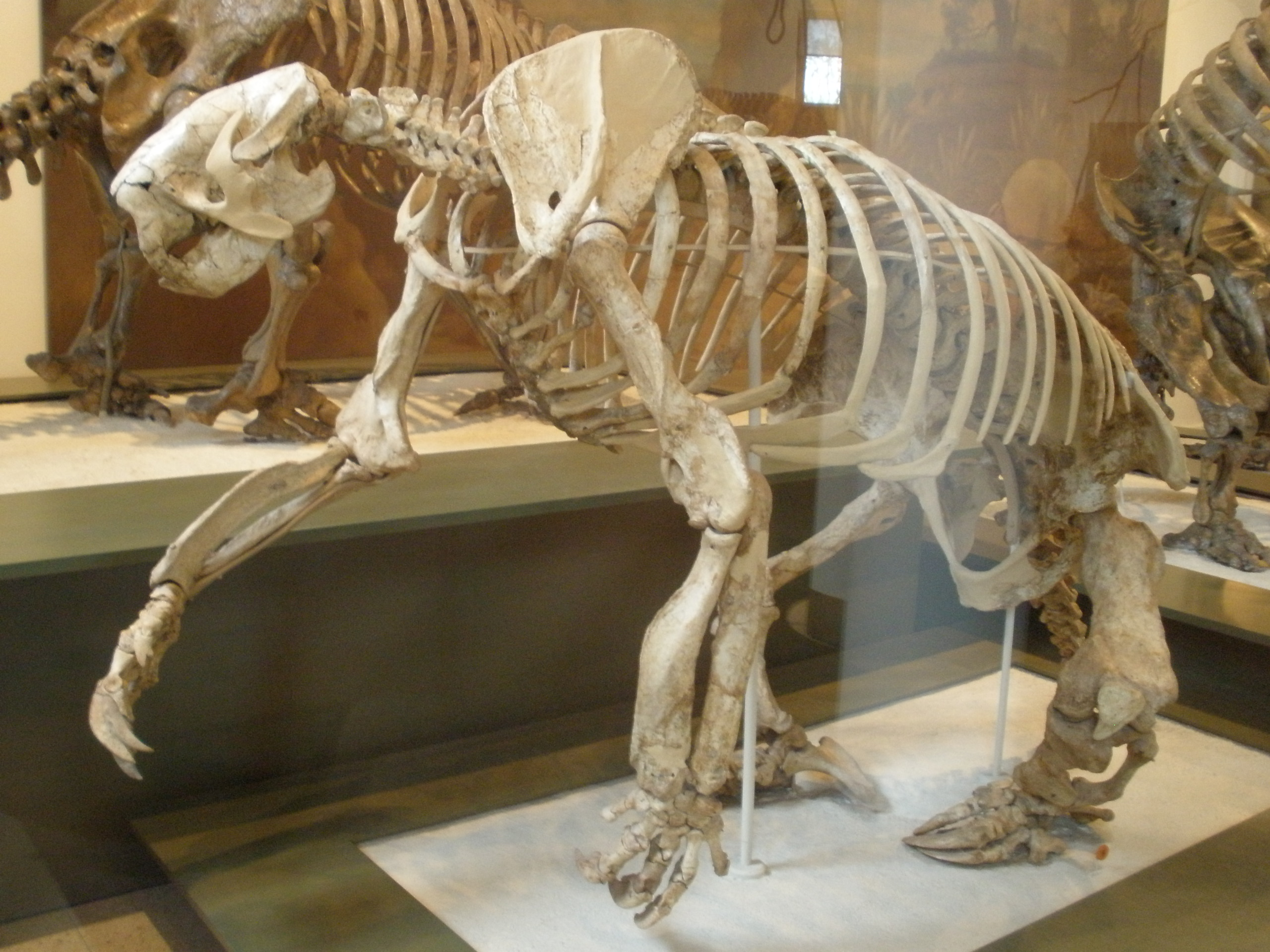
Скелет Megalonyx wheatleyi

К семейству относят около двух десятков родов, среди которых лишь один современный, включающий в себя два вида:
- Род Choloepus
  - Choloepus hoffmanni — Ленивец Гоффмана
  - Choloepus didactylus — Двупалый ленивец, или унау

Вымершие роды:
- † Род Acratocnus Anthony, 1916
- † Род Ahytherium Cartelle et al., 2008
- † Род Analcimorphus Ameghino, 1891
- † Род Diheterocnus Kraglievich, 1928
- † Род Hyperleptus Ameghino, 1891
- † Род Imagocnus MacPhee et Iturralde-Vinent, 1994
- † Род Megalocnus Leidy, 1868 — Мегалокнусы
- † Род Megalonychops Kraglievich, 1927
- † Род Megalonychotherium Scott, 1904
- † Род Megalonyx Harlan, 1825 — Мегалониксы
- † Род Meizonyx Webb et Perrigo, 1985
- † Род Mesocnus Matthew, 1931
- † Род Microcnus Matthew, 1931
- † Род Miocnus Matthew, 1931
- † Род Nothropus Burmeister, 1882
- † Род Paulocnus Hoojer, 1962
- † Род Pliometanastes Hirschfeld et Webb, 1968
- † Род Proplatyarthrus Ameghino, 1905